# 隆维利
隆维利（法語發音：[lɔ̃vili]）是比利时瓦隆大区盧森堡省的一个村庄。隆维利原为一独立市镇，1977年，隆维利并入市镇巴斯托涅。